# 양원제
양원제(兩院制, 영어: Bicameralism)는 입법부가 독립적인 활동을 하는 두 부서 의회로 구성되어 있다. 이원제(二院制)라고도 하며, 이와 반대로는 단원제(單院制)가 있다.
대한민국의 경우, 제2공화국(1960~1961년)에서 민의원(하원)과 참의원(상원)을 두어 양원제를 실시했었는데, 실효성이 낮아 단원제로 전환하였다.

청색: 양원제
주황색: 단원제
연두색: 단원제·보조기관
검은색: 사우디아라비아는 제외

## 양원제의 특성
양원은 일반적으로 간선으로 구성되는 상원과 직선으로 구성되는 하원으로 이루어져 있으며 각 나라마다 양원제의 특성이 조금씩 다르긴 하지만, 미국처럼 인구가 많은 나라에서 시행한다. 현대에는 양원이 서로 견제하여 권한을 조절함으로써 독단과 부패를 막는 효과가 있다.
예전의 영국과 같은 군주제 국가에서의 양원제는 군주국가의 구조적 특수성에 기인하였다. 군주국가와 같이 사회구조가 귀족과 평민이라는 이원적 구조에 입각하고 있는 경우에는 상원은 귀족으로, 하원은 평민으로 구성함으로써 이 두 정치 세력 간에 균형과 이익의 조화를 꾀하고, 때로는 양원의 상호간 견제를 통해 군주의 정치적 권익을 수호하려는 데에 양원제의 존재 이유가 있었다.
미국과 같은 연방제 국가의 상원은 연방을 구성하는 각 주를 대표하고(각 주에 2명), 하원은 국민 전체를 대표하는 것으로 간주된다. 단일제 국가에서의 양원제 채택은 단원제 의회의 경솔, 전제, 부패 등을 양원 상호간의 견제를 통해 방지하려는 데 이유가 있다. 양원제의 특성은 상원의 역할과 기능에 따라 분류되기도 한다.
단일의회인 단원제와는 달리 양원제에서는 2개의 의회가 최종적으로 표결을 붙이기 전까지는 법이 적용되지 않으며 하원 한 곳에서만 통과했어도 상원의 표결이 남아있는 경우 법 제정이나 법 개정이 즉시 효력이 발동되지 않으며 상원에서 최종적으로 표결을 마무리 지어지게 될 때 법 제정이나 법 개정 등이 즉시 적용되어 효력이 생기게 된다.

## 장단점
| - 단원제하고는 달리 신중한 심의절차로 경솔하고 부당한 입법 및 이로 인한 과오, 날치기 통과 방지 가능. - 정부 - 의회(특히 하원과의 충돌)간의 충돌 완화 가능. 충돌 시 해결 용이. - 직능대표제, 지방대표제 도입 용이. - 의회 횡포 방지 가능. | - 국정 처리 지연 빈번하게 발생. - 국회의 책임 소재가 명확하지 않아 국민들의 신뢰도가 떨어짐. - 최종적으로 2개의 의회가 표결을 지어야만 법안 적용 가능. - 업무 처리에 많은 시간하고 비용 소요. - 상원 & 하원 사이에 책임 전가로 무책임하게 될 우려가 있다. - 양원사이에 의견일치시 상원이 필요없으며, 불일치시 국정혼란이 올 수 있다. - 정부에 대한 국회의 지위 약화 우려. - 하원은 진보화(과거의 폐습을 버리고 새롭게 나아가는 것), 상원은 보수화(과거의 것을 지키는 것) 될 우려가 있음. |

## 대한민국에서의 역사
본래 헌법 초안은 양원제를 목적으로 하였으나 대통령중심제 하의 제헌국회 당시에는 사실상 구성되지 않았고, 제2공화국 시기에 민의원(하원)과 참의원(상원)으로 구성된 양원제가 잠시 이라고 명시되어 있었으나 이승만의 대통령중심제 하에 상원 구성은 되지 않아 사실상 단원제였음.
- 제2공화국 - 4·19 혁명 이후 양원제가 운영되어 장면 내각이 구성되었으나 곧 쿠데타로 해산되었다.
  - 노무현 정부 - 2004년 탄핵 전후로 잠시 동안 ‘상원 부활’ 여부가 논의되었으나, 정치적으로는 노무현 대통령의 탄핵 소추 문제와 엇갈려 논의는 진전되지 않았다. 이후 2007년 개헌 논의 당시도 양원제에 대한 상호적인 논의는 없었다.
  - 이명박 정부 - 2009년 헌법연구자문위원회에 의해 양원제 헌법 개정안이 제시되었으나[1][2] 논의는 진전되지 않았다.

## 양원제 채택국

### 현재
- 유럽

네덜란드, 독일, 러시아, 루마니아, 벨기에, 벨라루스, 보스니아 헤르체고비나, 스위스, 스페인, 슬로베니아, 아일랜드, 영국, 오스트리아, 이탈리아, 체코, 폴란드, 프랑스
- 아시아

네팔, 말레이시아, 사우디아라비아, 바레인, 아프가니스탄, 오만, 요르단, 우즈베키스탄, 인도, 인도네시아, 일본, 카자흐스탄, 캄보디아, 키르기스스탄, 태국, 타지키스탄, 파키스탄, 필리핀
- 아프리카

가봉, 나미비아, 나이지리아, 남아프리카 공화국, 라이베리아, 레소토, 르완다, 마다가스카르, 모로코, 모리타니, 보츠와나, 부룬디, 부르키나파소, 세네갈, 수단, 에스와티니, 알제리, 에티오피아, 이집트, 짐바브웨 콩고 공화국, 콩고 민주 공화국
- 북아메리카

멕시코, 미국, 캐나다
- 중앙아메리카, 카리브해 연안 국가

그레나다, 도미니카 공화국, 바베이도스, 바하마, 벨리즈, 세인트 루시아, 아이티, 앤티가 바부다, 자메이카, 트리니다드 토바고
- 남아메리카

볼리비아, 브라질, 아르헨티나, 우루과이, 칠레, 콜롬비아, 파라과이
- 오세아니아

오스트레일리아, 팔라우, 피지

### 과거
- 아시아

터키, 대한민국, 중화민국
- 유럽

스웨덴, 덴마크, 포르투갈
- 오세아니아

뉴질랜드, 호주의 퀸즐랜드주
- 남아메리카

베네수엘라

## 참고 문헌
- 이 문서에는 다음커뮤니케이션(현 카카오)에서 GFDL 또는 CC-SA 라이선스로 배포한 글로벌 세계대백과사전의 내용을 기초로 작성된 글이 포함되어 있습니다.

## 같이 보기
- 상원
- 하원
- 단원제